# Fredrik Behrens
Fredrik (Friedrich) Henrik Arthur Behrens, född 16 april 1883 i Walsrode i Niedersachsen i Tyskland, död 29 augusti 1960 i Oslo, var en tysk-norsk industriman.
Fredrik Behrens var son till byggmästaren Friedrich Behrens (1853–89) och Anna Behrens (1862–1949). Han växte upp i Tyskland och utbildade sig inom bankindustrin i Lausanne i Schweiz och i New York. Han arbetade på bank i Tyskland och från 1906 i Tyska Sydvästafrika. Hans arbetsgivare, Norddeutsche Bank, engagerade sig i finansierandet av etablerandet av AS Sydvarangers dagbrottsgruva i Kirkenes i Norge, och Fredrik Behrens utsågs till bankens representant i Norge. Han blev chef (administrerande direktør) för företaget 1911 och kvarstod i denna kapacitet i mer än 40 år, till 1953. Från 1917 var han norsk medborgare.
Företaget gick i konkurs 1925, men Fredrik Behrens fick i uppdrag att organisera återupptagandet av driften. AS Sydvarangers anläggningar i Kirkenes och Bjørnevatn bombades sönder av ryskt flyg sommaren 1944 och Behrens fick efter kriget åter i uppgift att återuppbygga verksamheten. Han var från 1946 vice ordförande i bolagets styrelse.
Han hade många styrelseuppdrag i Norges näringsliv, framför allt i gruvföretag, bland andra som ordförande i styrelsen för Sydvaranger Kraft AS från 1919 och i AS Ofoten Jernmalmgruber 1935-40.
Fredrik Behrens ledde efter andra världskriget också Norges förhandlingar med Tyskland om nya handelsavtal.
Fredrik Behrens gifte sig 1915 med Bergliot Solveig (“Lotta”) Lie (1892–1983).